# Unión América
El Club Unión América era un equipo de fútbol proveniente del Distrito de Lima (Cercado de Lima), Departamento de Lima, Perú. Fue fundado en 1928.

## Historia
El club Unión América, en 1930, participó en la tercera división de la liga provincial de Lima, en la primera serie. Luego, años posteriores fue escalando en las divisiones superiores. Sin embargo, el sistema del campeonato peruano fue cambiando durante el transcurso del tiempo. Unión América fue campeón de la Liga Provincial de Fútbol de Lima de 1954 y sube a la Segunda División Peruana  para el año 1955; donde alcanzó tercer puesto. Luego en 1956 fue subcampeón.
En la Segunda División Peruana 1958 fue campeón; logrando ascender a la Primera División del Perú de 1959 sin embargo el ese mismo año pierde la categoría.
Retorna a la Segunda División Peruana para la temporada 1960. El club participó algunas temporadas más hasta que perdió la categoría en 1968  y baja a la Liga Regional de Lima y Callao. Unión América desciende y regresa a su liga de origen.  Finalmente participó, hasta 1987, en la Tercera División Distrital de Lima.

## Jugadores
- Juan Agurto.
- Roberto Reynoso.
- Alberto Guerra.
- César Casas.

## D.T.
- José Chiarella (1958-1960)

## Datos del club
- Temporadas en Primera División: 1 (1959).
- Temporadas en Segunda División: 13 (1955-1958, 1960-1968).

## Palmarés

### Torneos nacionales
- Segunda División Peruana (1): 1958.
- Subcampeón de la Segunda División Peruana (1): 1956.

### Torneos regionales
- Liga de Lima (3): 1952, 1953, 1954.[1]